# Kleinwinkelstreuung
Kleinwinkelstreuung oder -beugung (KWS, engl. small-angle scattering, SAS) ist eine physikalische Messtechnik zur Untersuchung von Strukturen, deren Abmessungen relativ groß sind gegenüber der Wellenlänge der eingesetzten Strahlung.
Gebeugt wird
- Röntgenstrahlung (small-angle x-ray scattering, SAXS) oder
- Neutronenstrahlung (SANS).

## Grundlagen

Streuvektor

Bei elastischer Streuung hat der Streuvektor den Betrag
{\displaystyle q={\frac {4\pi }{\lambda }}\sin {\frac {\theta }{2}},}
mit
- dem Streuwinkel {\displaystyle \theta } zwischen dem einfallenden und dem konkret betrachteten gebeugten Strahl
- der Wellenlänge {\displaystyle \lambda } der verwendeten Strahlung; sie ist typischerweise von ähnlicher Größenordnung wie in der regulären Röntgen- oder Neutronenbeugung, also einige Ångström, vergleichbar zwischenatomaren Abständen.

Für kleine Winkel {\displaystyle \theta } (von circa {\displaystyle 10^{\circ }} bis zu mehrere Größenordnungen darunter) wird auch q sehr klein und ermöglicht damit die Untersuchung relativ großer Strukturen. Auf dieser Skala kann das untersuchte Medium in Kontinuumsnäherung durch eine Streulängen-Dichtefunktion beschrieben werden.

## Varianten
Eine Variante der Kleinwinkelstreuung ist die Kleinwinkelstreuung unter streifendem Einfall.